# Lignol
Lignol (bretonisch: An Ignol) ist eine französische Gemeinde mit 855 Einwohnern (Stand 1. Januar 2022) im Département Morbihan in der Region Bretagne. Sie gehört zum Gemeindeverband Roi Morvan Communauté.

## Geographie
Lignol liegt im Nordwesten des Départements Morbihan und gehört zum Pays du Roi Morvan.
Nachbargemeinden sind Ploërdut im Norden, Locmalo im Nordosten, Persquen im Osten, Inguiniel im Süden sowie Kernascléden und Saint-Caradec-Trégomel im Westen.
Der Ort selber liegt weit abseits von wichtigen Durchgangsstraßen an der D782. Die wichtigste regionale Straßenverbindung D769 von Saint-Pol-de-Léon nach Lorient führt rund 14 Kilometer westlich des Orts vorbei.  
Die bedeutendsten Gewässer sind der Fluss Scorff sowie die Bäche Kerustang und Saint-Vincent. Teilweise bilden diese auch die Gemeindegrenze. Auf Gemeindegebiet gibt es zudem noch mehrere Teiche. Weite Teile des Gemeindeareals sind von Wald bedeckt. Größtes zusammenhängendes Waldstück ist der Forêt communale de Lignol.

## Bevölkerungsentwicklung
| Jahr      | 1962 | 1968 | 1975 | 1982 | 1990 | 1999 | 2006 | 2019 |
| Einwohner | 1512 | 1370 | 1203 | 1042 | 906  | 859  | 887  | 846  |

## Geschichte
Die Gemeinde gehört historisch zur bretonischen Region Bro Gwened (frz. Vannetais) und innerhalb dieser Region zum Gebiet Bro Bourlet (frz. Pays Pourlet) und teilt dessen Geschichte. Lignol gehörte von 1793 bis zu dessen Auflösung 1801 zum Kanton Berné und danach zum Kanton Guémené-sur-Scorff.

## Sehenswürdigkeiten
- Kirche Saint-Pierre-et-Saint-Paul aus dem 15.–17. Jahrhundert; restauriert im 19. Jahrhundert
- Kapelle Saint-Yves im gleichnamigen Ort aus dem 15. und 16. Jahrhundert
- Kapelle Saint-Hervezen im gleichnamigen Ort aus dem 17. Jahrhundert
- Kapelle Saint-Melan in Treuz-Er-Lann aus dem 16. Jahrhundert
- Schloss Le Crosco (auch Coscrau) aus dem 17. und 18. Jahrhundert
- Herrenhäuser in Kerduel (15. Jahrhundert), Kerouallan (15. Jahrhundert) und Le Pou
- Kreuze von Le Pou, Le Hinger und Kerlussec (18. Jahrhundert)
- alte Mühlen in Kermadiou (auch Kergariou), Rest-en-Bigat, Le Scanff, Cosquer, Guernadran, Herveno, Brodimon und Trifaven
- Hügelgrab von Saint-Hervezen
- Stele von Cravial aus der Eisenzeit

Quelle:

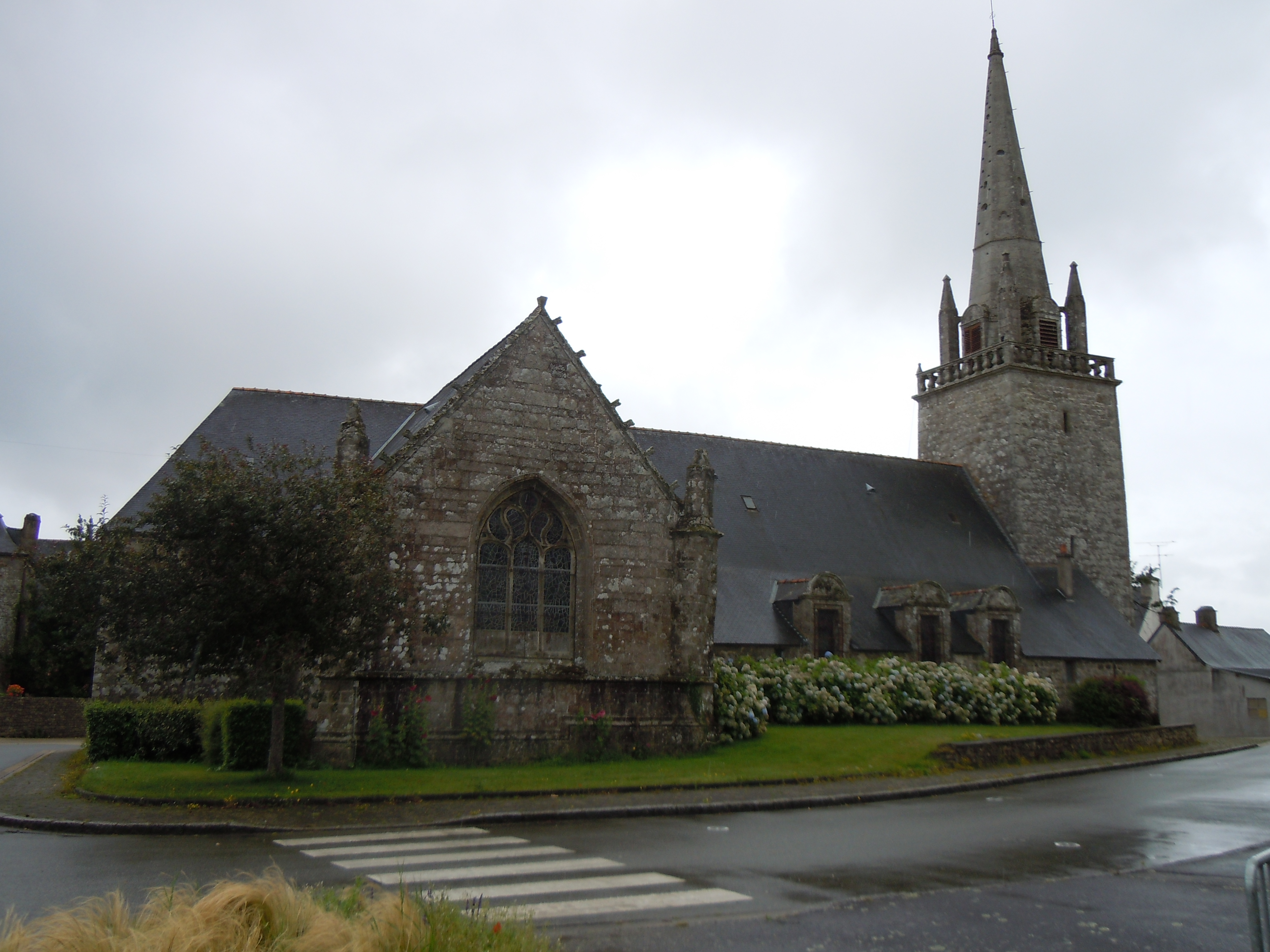
Dorfkirche Saint-Pierre et Saint-Paul in Lignol
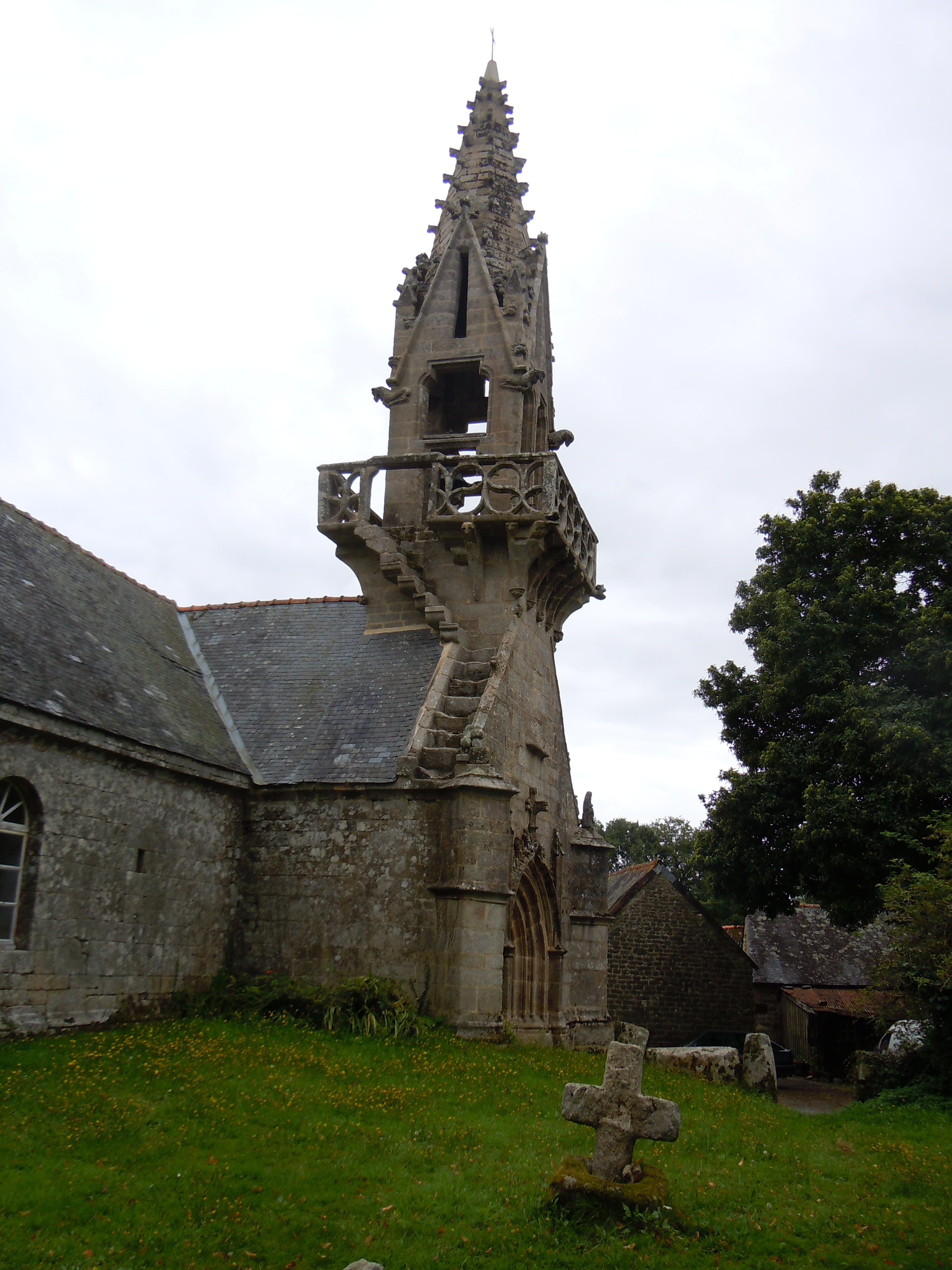
Kapelle Saint-Yves in Saint-Yves
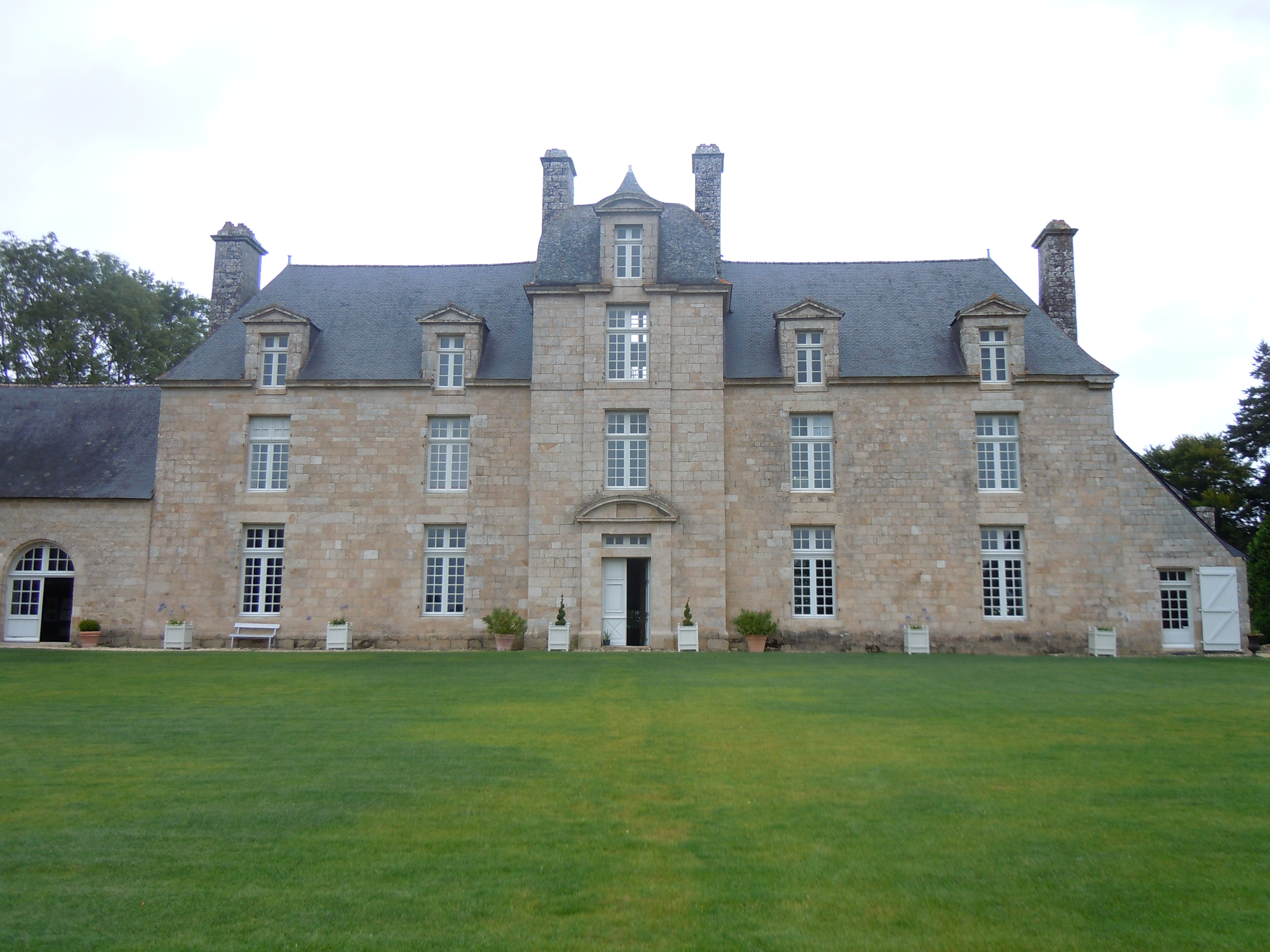
Schloss Coscro
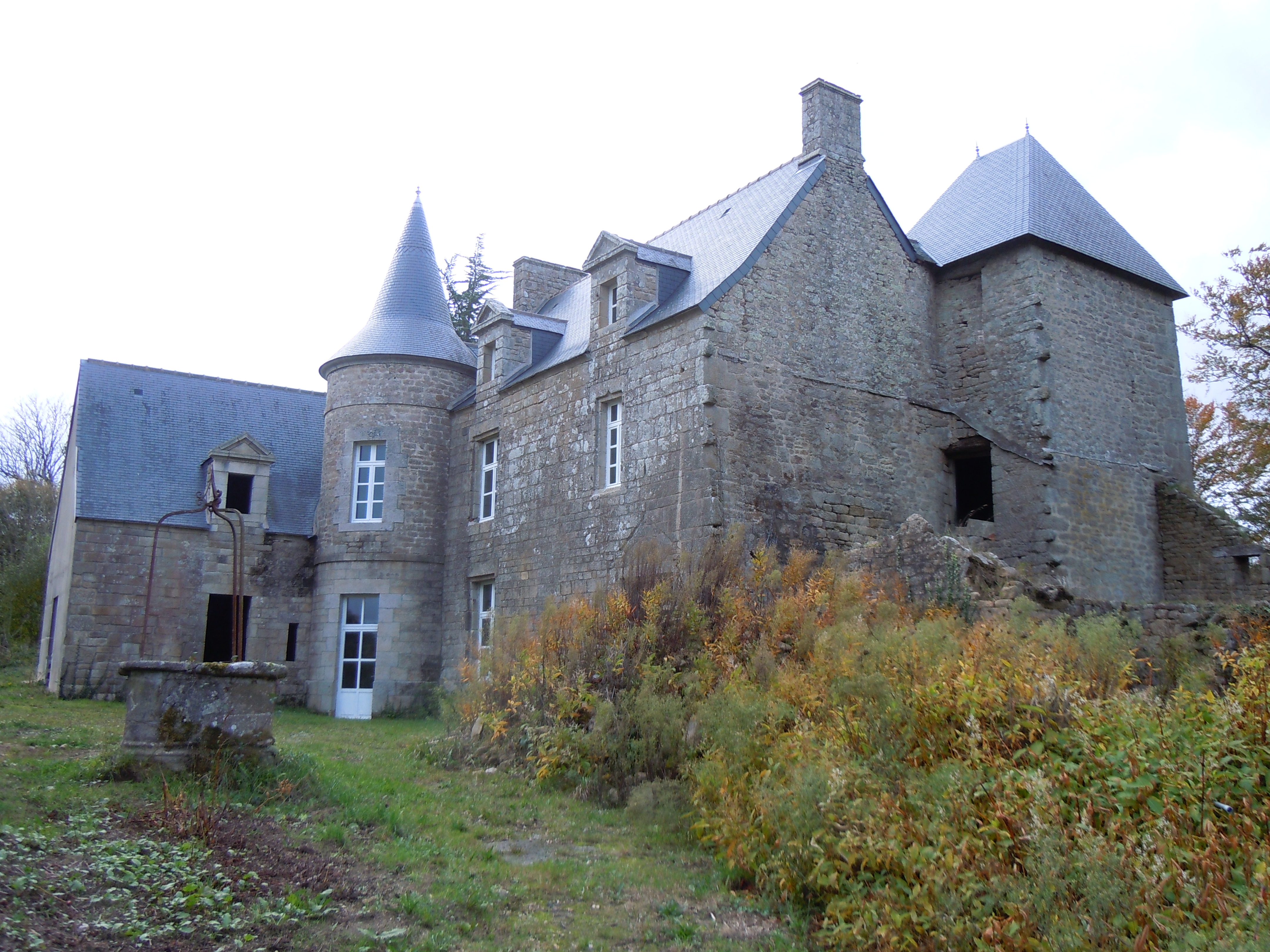
Herrenhaus von Kerouallan
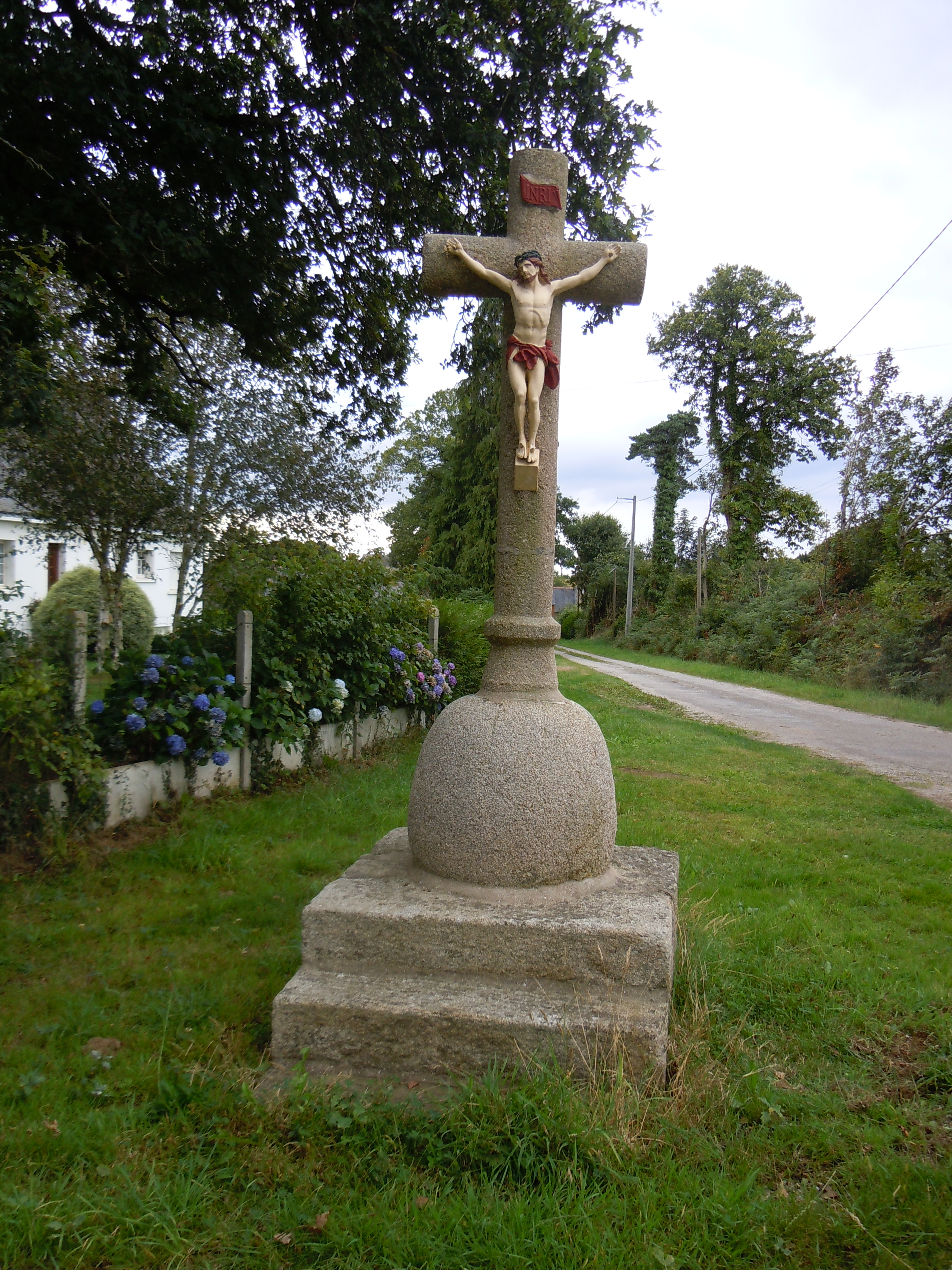
Kreuz von Le Pou